# Tweedia stipitata
Tweedia stipitata är en oleanderväxtart som beskrevs av G.H. Rua och Liede. Tweedia stipitata ingår i släktet Tweedia och familjen oleanderväxter. Inga underarter finns listade i Catalogue of Life.